# Idaea prucholoma
Idaea prucholoma är en fjärilsart som beskrevs av Louis Beethoven Prout 1932. Idaea prucholoma ingår i släktet Idaea och familjen mätare. Inga underarter finns listade i Catalogue of Life.